# Karolina Lubieńska
Karolina Lubieńska (ur. 28 października 1905 w Berlinie, zm. 25 kwietnia 1991 w Warszawie) – polska aktorka.

## Życiorys
Urodziła się jako Karolina Teresa, córka Józefa Stawiarza i Katarzyny z Sumarów (1879–1971). Od najmłodszych lat mieszkała w Krakowie, gdzie Stawiarzowie przyjęli nazwisko Lubieńskich. Ukończyła ośmioklasową szkołę im. Zbigniewa Oleśnickiego, następnie w 1922 Miejską Szkołę Dramatyczną pod kier. J. Wiśniowskiego. Jako trzynastolatka była chórzystką w operetkach Teatru Powszechnego w Krakowie, na scenie którego zadebiutowała 9 lipca 1921 roku w roli Genia w Naszych najserdeczniejszych V. Sardou. W latach 20. XX w. występowała na scenach krakowskich, łódzkich i lwowskich. Dużą popularność zyskała po przeprowadzce w 1929 roku do Warszawy, gdzie grała m.in. w Teatrze Polskim, Teatrze Narodowym i Teatrze Nowym. Od 1931 występowała w filmach.
W czasie okupacji nie występowała, pracowała jako kelnerka w kawiarniach Café Bodo i U Aktorek. Podczas powstania warszawskiego brała udział w koncertach organizowanych dla powstańców i ludności cywilnej. Po upadku powstania znalazła się w Zakopanem, gdzie dostała pracę kasjerki w miejscowym kinie.
Po wojnie wróciła na scenę, występowała w teatrach Łodzi i Warszawy. Była aktorką Teatru Polskiego, Klasycznego, Rozmaitości, a od 1962 roku do emerytury grała w Teatrze Narodowym. Od 1949 roku należała do PZPR.
W 1933 roku zagrała w Dziejach grzechu rolę Ewy Pobratyńskiej. Po 42 latach dane jej było ponownie wystąpić w adaptacji książki Stefana Żeromskiego. Walerian Borowczyk obsadził ją wówczas w roli matki Ewy Pobratyńskiej.

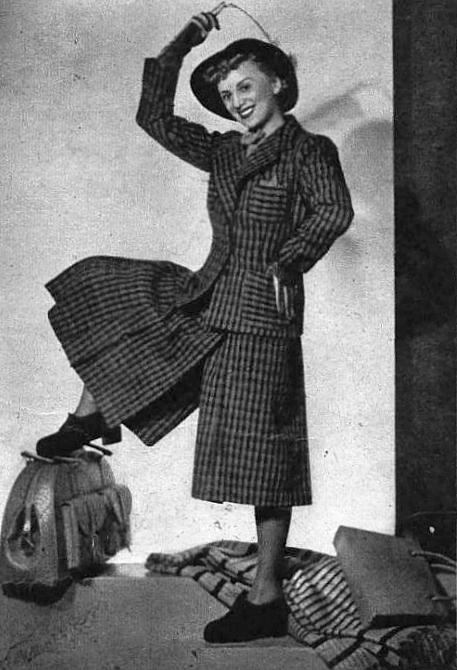
Karolina Lubieńska w reklamie odzieży (pocz. 1939)

Zmarła w Warszawie, pochowana na cmentarzu Powązkowskim (kwatera 197-6-16).

## Życie prywatne
Była kilkakrotnie zamężna. W grudniu 1930 roku zawarła małżeństwo z inż. Janem Hoppe (rozwód po 3,5 roku). W lipcu 1934 roku została żoną księcia Wacława Szuyskiego (1908–1979) (rozwód w grudniu 1940 roku). Później, do 5 sierpnia 1944 roku, związana była z aktorem Zbigniewem Rakowieckim. Po wojnie w październiku 1953 roku wyszła za Jana Zbigniewa Pastuszko (1913–1999), krytyka teatralnego, poetę i sekretarza Teatru Polskiego w Warszawie. Z żadnego ze swoich związków nie doczekała się potomstwa.

## Filmografia
- 1931: Dziesięciu z Pawiaka – Hania
- 1932: Pałac na kółkach – Fioretta
- 1933: Dzieje grzechu – Ewa Pobratyńska
- 1933: Ostatnia eskapada – WandaGrób Karoliny Lubieńskiej na cmentarzu Powązkowskim w Warszawie

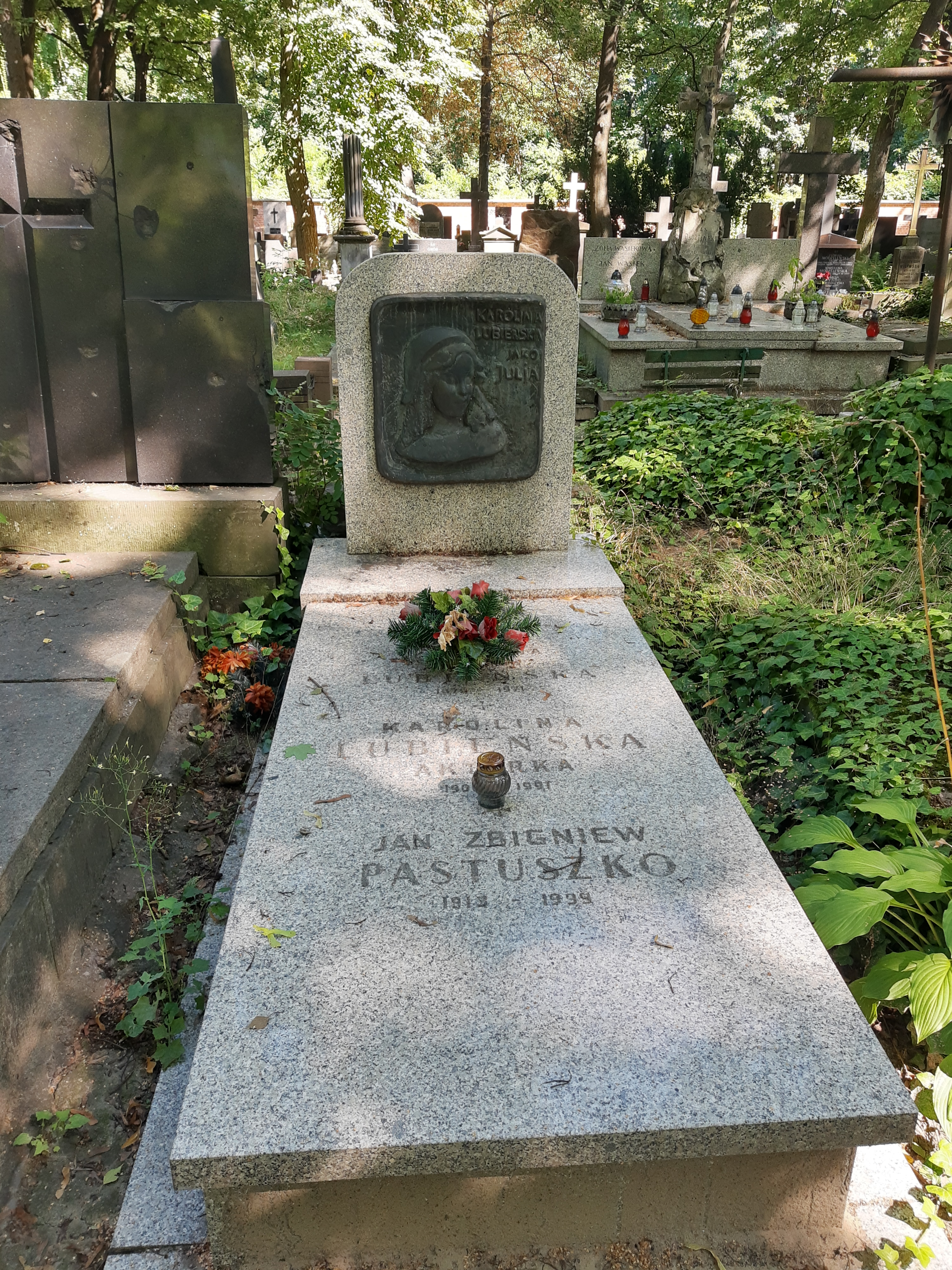
Grób Karoliny Lubieńskiej na cmentarzu Powązkowskim w Warszawie

- 1936: Fredek uszczęśliwia świat – Irma, narzeczona Fredka
- 1937: Książątko – Władzia Majewska
- 1965: Wystrzał
- 1970: Epilog norymberski – Seweryna Szmaglewska
- 1975: Dzieje grzechu – Pobratyńska, matka Ewy

## Ordery i odznaczenia
- Krzyż Komandorski z Gwiazdą Orderu Odrodzenia Polski
- Krzyż Oficerski Orderu Odrodzenia Polski
- Złoty Krzyż Zasługi
- Medal 10-lecia Polski Ludowej (19 stycznia 1955)[6]